# 暖炉税

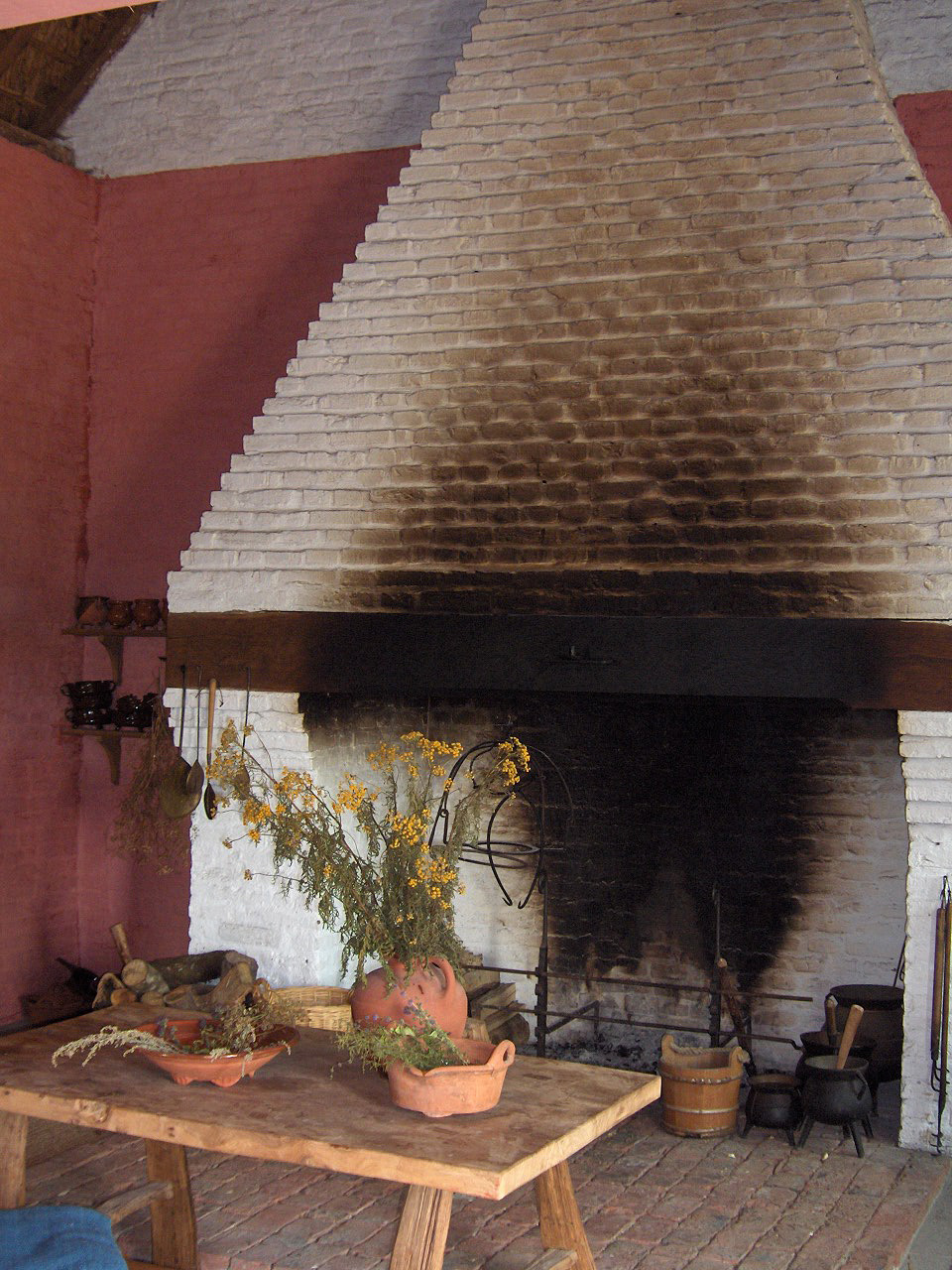
1465年ごろの炉床。オーステンデ近郊にて2005年撮影。

暖炉税（だんろぜい、英: hearth tax）、または炉床税（ろしょうぜい）、炉税（ろぜい）、竈税（かまどぜい）は、中世から近世にかけてのヨーロッパで炉床（暖炉）に課された固定資産税。
東ローマ帝国、フランス王国、イングランド王国、スコットランド王国、アイルランド王国で徴収された記録がある。ただし、東ローマとフランスでは実質的には世帯主への徴税であり、税の金額と暖炉・炉床の数に直截な関係はなかった。フランスにおけるフアージュ（fouage、炉床税）という名称は世帯主を暖炉の「火」（feu）に比喩した表現である。またスコットランドでは17世紀末に1回徴収されただけだった。
フランス王領では百年戦争中の1342年にラングドックではじめて徴収され、1356年にノルマンディーでも徴収された後、1360年代にはラングドイルにも広まった。王領におけるフアージュはシャルル5世の死とともに廃止されたが、のちに土地への直接税であるタイユに発展した。一方、ブルターニュでは14世紀半ばから徴収され、フランソワ1世の治世に税率が固定化したのちフランス革命勃発まで続いた。
イングランドでは王政復古後の1662年より徴収されたが、家の中に入って暖炉を調べられることが屈辱的とされ、暖炉税が免除される貧困証明書の不正発行や暖炉を覆い隠すことによる脱税が横行した。1688年の名誉革命の後、ウィリアム3世とメアリー2世による人気取りの一環として廃止された。
アイルランドではイングランドと同じく1662年より徴収されたが、名誉革命で廃止されることなく、1795年の改革で暖炉1基のみの世帯が免税となった。これにより都市部以外の家屋のほとんどが免税になり、1824年には暖炉税自体が廃止された。

## 歴史

### 東ローマ帝国
東ローマ帝国では「カプニコン」（kapnikon、炉税）が固定の住居を有する世帯主に課された。801年に発表された、エイレーネー女帝が税金の負担を減らしたとする文書でカプニコンの存在が示唆されたが、公的文書にカプニコンの名称がはじめて現れたのは次代のニケフォロス1世（在位：802年 – 811年）の治世だった。もっとも、その文書の文脈からして、カプニコンは9世紀に創設されたわけではなく、ニケフォロス1世の治世にはすでに定着していたものとみられる。ジョン・F・ハルドンによれば、土地税であるシュノーネー（synone）は640年代か650年代より課されており、カプニコンも同時代に成立した可能性が高いという。
7世紀以前の東ローマ帝国の税制では農地を耕作した人（農民）に税金を課したが、カプニコンはたとえ世帯主が土地を所有せず、農業に従事していなくても納税義務があった。これにより都市の住民にも納税義務が課されることになり、帝国の租税収入が上昇したとみられる。
カプニコンの税率は9世紀初には一世帯2ミリアレシア（銀貨）であり、いかなる場合でも免除されず、通貨での支払いのみ許可された（すなわち、物納は不可）。ミカエル2世（在位：820年 – 829年）は自身を支持したテマ・オプシキオンとテマ・アルメニアコンへの褒賞として、一世帯1ミリアレシオンの軽減税率を課した。またコンスタンティノス7世（在位：913年 – 920年、945年 – 959年）が著した『儀式の書』ではアラブ人捕虜を娘婿に迎えた場合、3年間シュノーネー（synone、土地税）とともに免除されるという記述がある。11世紀にはシュノーネーとカプニコンが一括りにされることも多く、パロイコイ（隷属農民）が支払うテロス（telos）にもその両方が含まれた。

### フランス王国

#### フランス王領
百年戦争初期のフランスでは戦争に伴う徴税が行われ、一例として1340年にラングドイルの大半で消費税（間接税の1つ）が徴収された。同年の後半にエスプレシャン休戦協定が締結されたが、1342年に戦争が再開され、再度の徴税が必要となった。このとき、ラングドイルでは消費税が徴収されたが、南仏のラングドックでは1342年4月6日に国王フィリップ6世が「国が危機に陥っており、国を守る責務は全員にある」として20スーの「フアージュ」（fouage、炉床税）の徴収が命じられた。1342年のフアージュはラングドックでのみ徴収されたが、オーヴェルニュの管轄はラングドックとラングドイルとで争いがあり、フィリップ6世は1342年11月の手紙で「オーヴェルニュはラングドイルと同じく、消費税が徴収されたため、（ラングドックの）代官はフアージュの徴収をやめるように」と命じた。
このように、1340年代にはラングドイルでは消費税、ラングドックではフアージュが主流だったが、1356年には各地が不満を感じたため、ノルマンディーではフアージュ、ラングドックでは消費税、ラングドイルでは所得税の課税が試みられた。この1355年から1356年にかけてのフアージュがフランス北部における最初のフアージュとされる。
ラングドイルにおけるフアージュはジャン2世（在位：1350年 – 1364年）の治世末期にはじめて徴収された。1360年代、ポワティエの戦いで捕虜となったジャン2世の巨額の身代金を支払う必要が生じ、また英仏間の停戦（ブレティニー条約）により多くの兵士が職を失った。職を失った兵士は盗賊になることが多く、個々の地域で特別税を徴収し兵士を雇って治安維持に従事させることで対処した。1363年にはアミアンでラングドイル三部会を開催し、一世帯平均で3フランのフアージュを徴収することを決定する。これは平時にラングドイル全域で徴収された最初の直接税であり、しかも期間が定められなかったため、以降1369年に短期間停止したほかは17年間徴収された。
歴史学者ジョン・ベル・ヘネマン（John Bell Henneman）によれば、フアージュにおける炉床は最初期には世帯を指し、各地で徴税用に公式の炉床数が計算されたが、この公式の数字には特権や貧窮により免税された人々は含まれなかった。フアージュの税率は炉床1つ、または100ごとの金額で記述されることが多い。しかし戦争、疫病、不景気により世帯数が減ったり、免税される程度に困窮する世帯が増えるにつれ、1340年代に計算された炉床数は形骸化して、単に行政で使用される徴税単位になっていった。
フアージュの徴収により1つの炉床の税金負担が大きく上がり、一例として南仏のモンペリエでは1368年以降の税金が1年あたり1328年時点の税金の21倍になった。税金に対する反発は1379年にラングドックでの反乱として表れ、全国に蔓延したのち1384年に終結したが、フアージュ自体は1380年秋、シャルル5世の死の床で一旦廃止されることとなった。
反乱が収まった後もフアージュが直接復活することはなかったが、14世紀末には「グランド・タイユ」（grandes tailles）と呼ばれる、フアージュと同じ形式の税金が徴収された。これにより税金の名前が変わりはじめ、シャルル7世の治世中の1439年には土地への直接税であるタイユが徴収された。領主が貴族と聖職者以外の住民から徴収したタイユでは領主が1グループの住民ごとに徴収すべき税金の金額を決定し、住民がグループ内でお金を集めて納税したが、領主が負担の分配を決定する場合がほとんどであり、その分配の一種としてフアージュの制度が使われた。暖炉の「火」1つ（世帯主を指す）ごとに課税する制度であり、一世帯が支払う税金はグループ全体の税金を世帯数で割った金額となる。

#### ブルターニュ公国
ブルターニュ公国において、ブルターニュ公の租税収入は従来では領主から徴収していたが、14世紀半ばのジャン・ド・モンフォールの時代には直接課税としてフアージュが1345年に一部の地域で徴収された。1357年に再び一部の地域で徴収されたのち、1365年から1367年まで、1373年、1379年、1380年から1381年まで全国で徴収され、以降だんだん頻繁になった。ブルターニュにおけるフアージュは収入は主に軍事支出に費やされたが、ジャン5世の妹の結婚（1407年から1408年までのフアージュ）などの例外もあった。
ブルターニュにおけるフアージュとフランス王領におけるフアージュの違いの1つとして、「火」の意味の違いが挙げられる。すなわち、ブルターニュでは1つの「火」が1つではなく、3つの世帯を意味した。17世紀の裁判では「火」が固定した面積の土地を指すと合意されており、税率は1つの「火」につきXルーブルという形で表された。もっとも、歴代ブルターニュ公が「火」に対する免税権を販売したため、フアージュが徴収される「火」の数は下落の一途をたどった。
徴収が頻繁になるにつれて、「火」ごとの負担も上昇の一途をたどり、1392年に25スーだったところが1490年には8.5リーブル（170スー）と6倍以上になった。一方で税収の総額は1392年の約132,000リーブルから1476年の30万リーブルに上がったものの、その1世紀後の1637年には31万リーブルとほぼ横ばいだった。1476年から1637年までの推移に関しては、フアージュが最初こそすべての炉床に課されたものの、この性質はすぐに失われ、都市部以外の炉床に課される税金へと変質したことが理由として挙げられる。たとえば、レンヌとナントは1407年までにフアージュを免除され、1434年には31の町が免除された。免除を受けた町は代わりに定額のaide des villesを徴収されたが、その金額は1470年代になっても8,750リーブルと低く、免税による税収の低下を補償するには至らなかった。16世紀初までにはナント、レンヌなど11の都市がこの定額税さえも免除された。都市へのフアージュ免除の理由は、都市部では通行税などの間接税が徴収されたことが考えられる。
15世紀末には平和の時期が続き、女公アンヌとルイ1世は税率を1つの「火」につき4.8リーブルに下げた。次代のフランソワ1世は税率を8.4リーブルに上げた。フランソワ1世の代にはブルターニュが王領に併合されたが、王領における既存のタイユやガベル（塩税）をブルターニュに導入する試みは行われず、新しい税を徴収する場合でのみブルターニュを適用範囲に含めた。フランソワ1世は1542年に身分制議会に対し、税率を9.6リーブルに引き上げることを要求したが、結局税率を8.4リーブルに据え置き、一時増税として2万エキュの税を課したことで妥協した。これによりフアージュの税率が8.4リーブルで完全に定着し、以降1789年にフランス革命が勃発するまで変更されなかった。
フアージュ税率の固定化はフアージュの税収増が見込めなくなることを意味し、また議会側も易々とフアージュ税率を変更できなくなったため、議会のフアージュ税率を定める権限が儀礼的なものとなった。アンリ2世は対策として、ブルターニュへの課税に新しい税の導入を選び、身分制議会には新しい税の免除を購入する権利を与えた。身分制議会は免除費用の財源を決定することができ、実質的には国王が税金の金額を、議会が課税の形式を指定する結果になった。
ユグノー戦争では双方の軍が補給の一環として即席のフアージュ徴収を行い、例として1595年にルネ・ド・リューが「火」ごとに毎週6スーの徴税を行い、ジャン6世・ドーモンが「火」ごとに9リーブルの徴税を行った。これらの徴税に対し、国王アンリ4世への請願が行われたが、アンリ4世がこれらの徴税について罪に問うことはなかった。

#### プランタジネット家領
一方、プランタジネット家領ではフアージュの徴収がうまくいかなかった。1360年代、エドワード黒太子が連年のように戦争を続けたうえ、豪勢な生活を送ったため、財政負担が重く、1368年1月には自領であるアキテーヌ公領のアングレームで身分制議会を開き、5年間10スーのフアージュを徴収することに同意させた。バスおよびウェルズ司教ジョン・ヘアウェルはサントンジュ、ポワトゥー、リムーザン、ルエルグのバロン（baron）にフアージュ徴収を同意させようとしたが失敗、かえってガスコーニュのペリゴール伯アルシャンボー5世（Archambaud V）、アルマニャック伯ジャン1世らがシャルル5世に訴える結果を招いてしまった。また黒太子の側近サー・ジョン・シャンドスも徴税に反対した。シャルル5世は自身への訴えを利用して、1369年1月25日にボルドー滞在中の黒太子に使者を送り、パリに呼び出した。黒太子の父であるイングランド王エドワード3世は1370年11月にフアージュの廃止を宣言して、事態の収拾を図ったが、成果を上げられず、かえって黒太子の権力を弱めてしまった。

### イングランド王国

#### 1662年暖炉税法

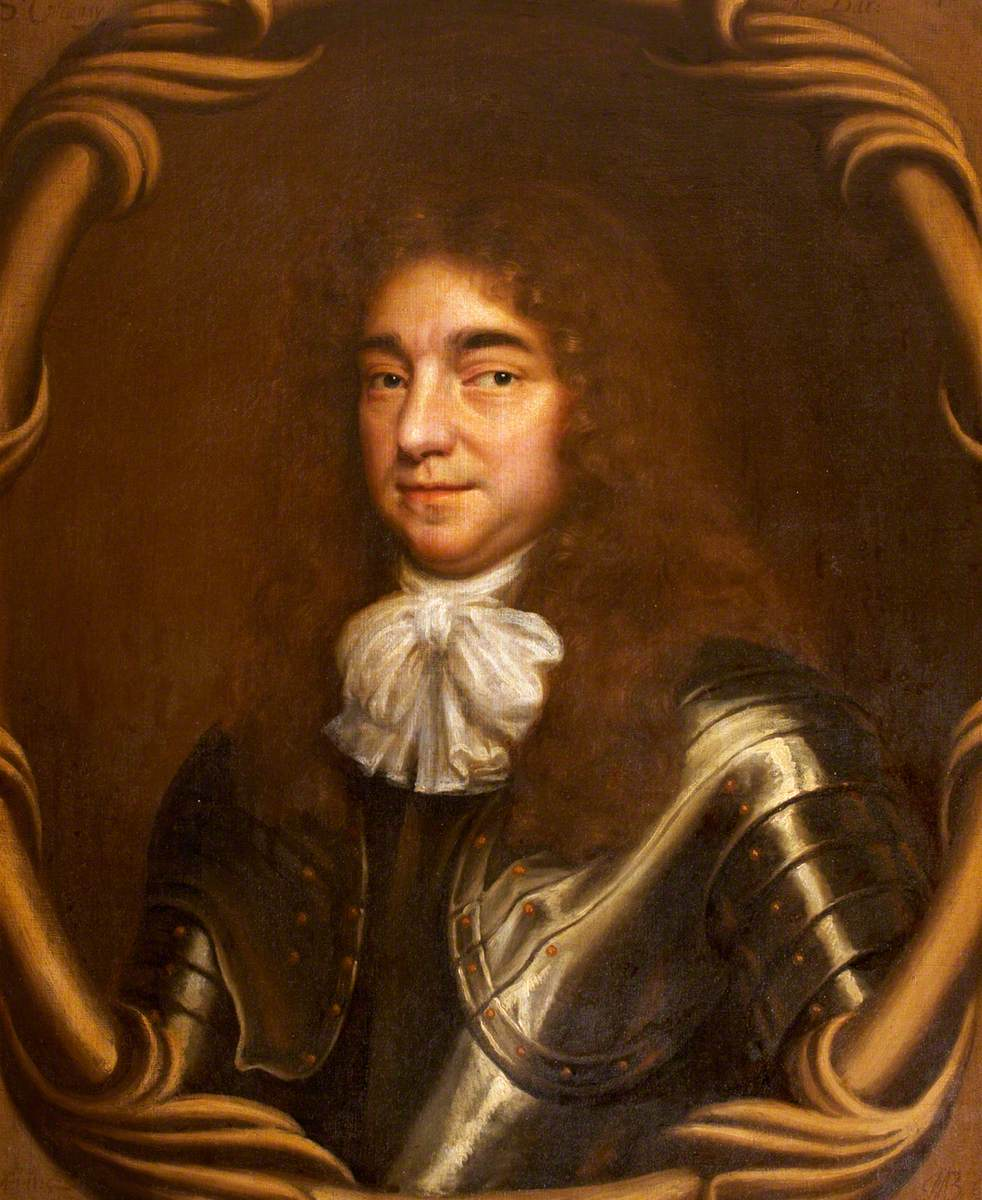
イングランドにおける暖炉税法を推進した第2代準男爵サー・コートネイ・ポール。メアリー・ビール画、1670年。

イングランド王国における暖炉税はチャールズ2世の治世である1662年にはじめて徴収された。1660年のイングランド王政復古のとき、イングランド議会は平時において、王室と国家の運営には毎年120万ポンドが必要であると試算しており、既存の歳入では不足が生じるため、新しい税の創設が必要となった。
討議のなかで暖炉税が提唱され、経済学者ウィリアム・ペティが「炉床は容易に動かせず、人よりも数えやすい」と述べて暖炉税の創設を支持した。そして、暖炉税法案は第2代準男爵サー・コートネイ・ポールにより提出され、1662年3月1日に庶民院の第一読会を、3月19日に貴族院の第三読会を通過、5月19日には国王裁可を受けた。この法案では税率を炉床1つごとに毎年2シリングと定め、聖ミカエル祭（9月29日）と受胎告知の日（3月25日）を期限とする2回分割納付とされた。最初の納付期限は1662年9月29日となる。救貧税を免除された者、住居の価値（家賃、地代）が年20シリング（1ポンド）未満の者、資産が10ポンド未満の者は暖炉税を免除されたが、住居価値と資産を理由に免除する場合には教会の者が署名し、治安判事2名が証人となる貧困証明書が必要だった。もっとも、貧困証明書の制度は不正の温床になり、教会が厳しい審査をせず簡単に発行したほか、貧困証明書を販売したケースもあった。
暖炉税の査定と徴収は地元の巡査（constable）が行った。まず現住者が提供した情報に基づき税金を徴収される暖炉と納税者のリストを作成し、それを四季裁判所補佐官（clerk of the peace）に提出する。補佐官は次の四季裁判所裁判でこのリストを登録する。巡査は納付期限前後に税金を徴収し、未納者のリストとともに提出する。巡査には報酬として、1ポンド徴収するごとに2ペンス（1/120ポンド）を懐に入れる権利が与えられる。

#### 1663年と1664年の法改正
政府は毎年30万ポンドの税収を予想したが、実際には10万ポンド台しか得られず、その対策として議会は1663年暖炉税法を可決した。議会は低い税収の理由が査定にあると考え、1663年暖炉税法で納税者リストに免除者の記載を義務化したほか、徴税役人に家屋に立ち入って暖炉の数を数える権限を与えた。
しかし、国民にとって役人が家の中に入って暖炉を調べることは屈辱的であり、税収が改善しなかったばかりか暖炉税がさらに不人気になる結果に終わった。暖炉税法を推進したポールは20世紀の『英国議会史』で「暖炉税が議会活動の主要な成果である」と評されたが、同時代では政敵のカントリ派から「サー・チムニー・プール」（Sir Chimney Pool、チムニーは煙突の意）のあだ名がつけられ、「煙突のある場所で議員に選ばれることはない」と揶揄されるに至った。
1664年暖炉税法では免除条件を満たす人物でも、建物に2つ以上の暖炉がある場合は暖炉税を免除できないと定められた。また暖炉を覆い隠して暖炉税を逃れることが横行したが、後に元に戻した場合は税率が倍になる懲罰が与えられた。1665年には第二次英蘭戦争が勃発し、戦費が財政を圧迫したため、不人気にもかかわらず暖炉税の徴収が続いた。
政府は暖炉税の徴収手段を改善しようとし、1664年暖炉税法を経て、同年夏に暖炉税の徴収を専門とする徴税役人を雇うことにした。この徴税役人は巡査を部下とし、世間からは「煙突男」（chimney man）と呼ばれた。1666年3月に徴収方針が変更され、徴税権がロンドンの商人3名に貸与された（7年ごとに更新される契約で、3年経過すると契約を早期終了できる）が、貸与の対価が税収を上回り、割に合わなかったため、商人たちは1669年3月分の税金を徴収した後に徴税権を放棄した。またこの時期に暖炉税に対する憎悪が頂点に達し、1666年10月に議会が暖炉税の廃止を討議した（可決せず）ときは暴動が発生するほどだった。
1669年に徴収制度の変更があり、徴税役人制に回帰するとともに微調整が行われた。具体的には徴税役人向けのマニュアルが作成され、徴税役人の賃金が上がった。しかし1674年には反対の多かった徴税権貸与が再び行われ（5年ごとに更新）、今度は1684年に商人が巨額の利益を得ていたことがわかると、同年に徴税権が商人の手から特別委員会に移された。
1684年には暖炉税逃れに起因する事故が起こった。オックスフォードシャーのチャーチル村において、とあるパン屋は暖炉税を回避すべく自宅の煙突を取り壊し、隣の家との間の壁を壊して、炉床を隣の家の煙突につなげた。1つの煙突は2つの炉床からの熱を逃せず、1684年7月31日に火事になった。この火事により家屋20軒が焼け落ち、4人が死亡した。

#### 廃止
1688年の名誉革命の後、国王に即位したウィリアム3世とメアリー2世は人気取りのために暖炉税の廃止に同意、議会立法を経て暖炉税が正式に廃止された。家屋への課税はその後、1696年に窓税として復活した。

### スコットランド王国
スコットランド王国議会は1690年に陸軍の費用を捻出すべく、炉床ごと（世帯主ごと）に14シリングの徴税を決定した。この暖炉税は地主と借地人の両方に課され、病院と教区から貧困救済を受けている者については免除される。徴税は特にハイランド地方や遠隔地で困難を極め、当初は1691年の聖燭祭（2月2日）を期限としたが、一部の地域では徴税が1695年まで続いた。

### アイルランド王国

#### 暖炉税の導入
アイルランド王国における暖炉税はイングランドと同じく、1662年に導入された。アイルランドにおける暖炉税では下記の3種類の免除がある。
- 新しく建てられた暖炉は初年度に限り免税となる。
- 居住に使われない建物（病院、学校など）の暖炉は免税である。
- 生活を施し物（英語版）に依存する世帯の暖炉、または世帯主が貧民である場合の世帯の暖炉は免税である。貧民は家屋と土地の価値（家賃、地代）がそれぞれ年8シリング未満、かつ個人資産が4ポンド未満の人物と定義され、この条件を満たす場合は微罪判事（magistrate）から貧困証明書を得て免税扱いにできる。
  - 1665年の法改正で免税条件のうち「世帯主」が「未亡人」に変更された[52]。

#### 免税範囲の問題
免税範囲のうち、貧困に関する基準が特に問題視された。貧困の認定が微罪判事により行われるが、人によって判定が違うほか、地域によっては微罪判事が少なく、判定してもらうこと自体が困難である。また、1662年の導入時点で定められた貧困基準は長らく変更されず、1世紀後にも微罪判事によって基準として使用されたかが不明である。
聖職者トマス・ベーコンは1734年のアイルランド歳入に関する著作で「施し物に依存する世帯」の免税を批判した。ベーコンによれば、この条項の目的は年齢や病気により働けない人々の税金を免除するためであるが、実態では「働いていない怠惰な物乞いが間違った慈善に依存する」ことを推進したという。

#### 徴税行政の問題
徴税の手段については1660年代後半より徴税権が貸与されたが、1702年より政府による直接徴税が行われるようになり、1706年にはアイルランド全体で直接徴税が行われた。以降はイングランドのような徴税役人制がとられ、徴税役人が査定と徴収を行い、教区ごとの巡査が補助役を務めた。たとえば、1751年時点で徴税役人が85人おり、それぞれバロン領数か所を管轄とした。徴税役人は管轄範囲における税収と家屋の数をダブリンに提出したが、アーサー・ドブスは1729年から1731年にかけての著作で役人ごとに免税の家屋に関する記録の内容が統一されていないことを指摘、これを役人のケアレスミスであるとした。またベーコンも施し物に依存する世帯の記録の有無が役人によって異なることを指摘した。
1780年代から1790年代にかけての研究では徴税記録の信憑性を疑問視することが多く、その一因として徴税役人の年俸40ポンドが1706年ごろから1780年代末まで調整されることがなく、インフレーションが進むとともに実質賃金が下がっていったことが挙げられる。そのため、徴税役人自身が査定と徴収を行うことは少なくなり、下請けを雇う形が普及していった。下請けは役人より責任感が弱く、教養が少ないため、徴税行政の質が低下した。この傾向は1750年代から1760年代にかけてアイルランドにおける歳入行政の政治化が進み、議会会派の指導者ジョン・ポンソンビー閣下が徴税役人の任命を一手に担うようになるとさらに進んだ。1772年に徴税役人の任命がアイルランド総督の手に渡ったが、状況が改善するのは1780年代にイギリスで行政改革運動があり、1784年にジャーヴァス・パーカー・ブッシュが歳入委員に就任して改革を実施するまで待たなければならなかった。

#### 王国末期の改革と廃止

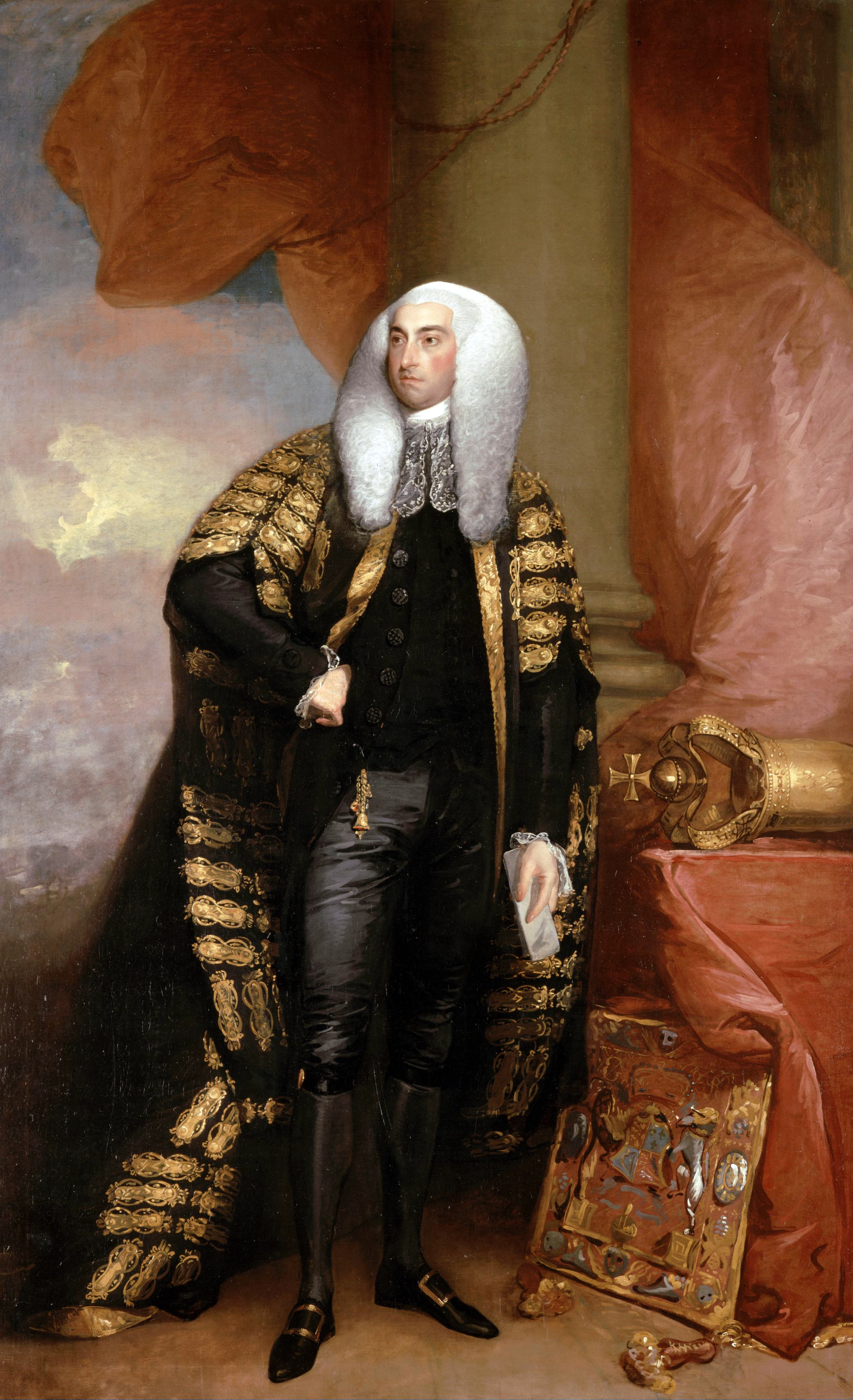
暖炉税改革に反対した初代クレア伯爵。ギルバート・ステュアート画、1789年。

1790年代にはアイルランド議会で暖炉税を改革すべきとの声が強くなったが、アイルランド大法官の初代クレア伯爵ジョン・フィッツギボンは暖炉税が一部で経済的困窮を引き起こしたことを認めつつ、「（暖炉税は）人民に政府の存在を感じさせるために必要な制度である」と答弁した。これに対し、初代カリスフォート伯爵ジョン・プロビーは暖炉税改革により失われる税収が限定的であり、一方で政府が得られる人気のほうが大きな利益になると反論した。
1792年にグレートブリテン王国で窓税が改革されると、アイルランド議会での政府に対する改革の圧力が増し、野党は暖炉1基のみの世帯すべてを免税とし、それ以外では増税することを要求した。しかし1780年代に暖炉税の行政改革を行ったブッシュは1793年2月の報告で都市部の世帯に過大な負担を強いるとして野党案に反対、代わりに貧困基準を暖炉1基のみ、家屋と土地の価値が年5ポンド未満、かつ個人資産が10ポンド未満に引き上げることを提案して、可決させた。
1793年の改革の後、政府にとって予想外なことに1793年度と1794年度の暖炉税収入が11%しか下がらなかった。煩雑な免税手続きが理由として考えられ、結局1795年の予算で野党案である暖炉1基のみの世帯免税が採用された。ブッシュはこのときには死去しており、野党案に反対する人物はいなくなった。
1795年の改革により都市部以外の家屋のほとんどが免税になり、1824年には暖炉税自体が廃止された。

## 史料
イングランドにおける暖炉税の記録は1663年暖炉税法により、暖炉税を免除された世帯の情報も含まれるため、社会史、経済史、家族史の研究者にとって有用な資料であり、教区記録簿や19世紀の国勢調査に匹敵するとされる。しかし最貧層の情報が記録されていない可能性もあり、脱税がどの程度行われたかについて論争がある。また世帯数に定数（世帯ごとの人数）を乗じて人口を概算することも広く行われたが、定数の値に論争があり、3.7から6.8までの値が提唱された。ただし、人口の実数ではなく、同時代における地域別の人口の比較については有用と認められている。
スコットランドにおける暖炉税の記録はスコットランド国立公文書館に現存する。この記録から17世紀末のスコットランドにおける建物や地所、教区の面積、位置がわかる。
アイルランドでは最初の全国国勢調査が1821年に行われ、教区記録簿もイングランドと比べてかなり少なかったため、19世紀半ばのジャガイモ飢饉以前のアイルランドにおいて、暖炉税の記録は人口統計の重要な資料である。もっとも、記録自体の品質が問題視されることも多く、、1795年以降は都市部以外の家屋のほとんどが免税になったことで家屋の数のデータとして利用できなくなった。

### 日本語表記の参考文献
- 「竈税」『ブリタニカ国際大百科事典 小項目事典』。コトバンクより2024年10月17日閲覧。
- 湯村, 武人「年雇労働力について（III）」『經濟學研究』第48巻5・6、九州大学経済学会、1983年3月、9頁、doi:10.15017/4475330。
- 三好, 美浩「国際比較における「エートス」と「考えの筋道」--アレックス・インケルス著『国民性論--精神社会的展望』」『行動計量学』第32巻第1号、日本行動計量学会、船橋、2005年3月、76頁、doi:10.2333/jbhmk.32.74。
- 高橋, 基泰「家計と消費」『比較家族史研究』第30号、比較家族史学会、2016年3月31日、7頁、doi:10.11442/jscfh.30.4。
- 東京税理士会 国際部『国際税務研究報告書』（レポート）2017年5月、104頁。
- 山内, 邦雄「十六世紀前半におけるフランス王国財政の転機：財務官僚ジャック・ドゥ・ボーヌの事例を通して」『史学』第87巻第4号、三田史学会、2018年9月、48頁。
- 浅野, 明「17世紀前半期ロシアの国家・社会・戦争－「五分の一税」をめぐって－」『山形大学歴史・地理・人類学論集』第20号、2019年、24頁。

### 東ローマ帝国
- Haldon, John F. (1997). Byzantium in the Seventh Century: the Transformation of a Culture (英語). Cambridge University Press. pp. 149–150. ISBN 0-521-31917-X。
- Harvey, Alan (2003). Economic Expansion in the Byzantine Empire, 900-1200 (英語). Cambridge University Press. p. 103. ISBN 0-521-52190-4。

### フランス王国
- Hunt, William (1889a). "Edward III" . In Stephen, Leslie (ed.). Dictionary of National Biography (英語). Vol. 17. London: Smith, Elder & Co. p. 66.
- Hunt, William (1889b). "Edward the Black Prince" . In Stephen, Leslie (ed.). Dictionary of National Biography (英語). Vol. 17. London: Smith, Elder & Co. p. 99.
- Esmein, Adhémar (1911). "Taille" . In Chisholm, Hugh (ed.). Encyclopædia Britannica (英語). Vol. 26 (11th ed.). Cambridge University Press. pp. 358–359.
- Henneman, John Bell (October 1978). "The Military Class and the French Monarchy in the Late Middle Ages". The American Historical Review (英語). 8 (4): 946–965. JSTOR 1867653。
- Henneman, John Bell (1971). Royal Taxation in Fourteenth-Century France: The Development of War Financing, 1322-1359 (英語). Princeton University Press. ISBN 0-691-05188-7. JSTOR j.ctt13x11h8。
- Collins, James B. (1994). Classes, Estates and Order in Early-Modern Brittany (英語). Cambridge University Press. ISBN 0-521-53314-7。

### イングランド王国
- Ferris, John. P. (1983). "POLE, Sir Courtenay, 2nd Bt. (1619-95), of Shute, Devon.". In Henning, B. D. (ed.). The House of Commons 1660-1690 (英語). The History of Parliament Trust. 2024年9月25日閲覧。
- Hughes, Elizabeth; White, Philippa, eds. (1991). The Hampshire Hearth Tax Assessment, 1665, with the Southampton Assessments for 1662 and 1670 (英語). Hampshire County Council. ISBN 1-873595-085. ISSN 0267-9930。
- Sullivan, Paul (2019). "The Stuarts: 1603–1714". The Little History of Oxfordshire (英語). Stroud: The History Press. pt. 83. ISBN 978-0-7509-9103-2。
- 大村, 大次郎「18世紀イギリス・フランスでの悪税と脱税事情」『東洋経済オンライン』2022年1月13日。2024年9月25日閲覧。

### スコットランド王国
- "Taxation Records". National Records of Scotland (英語). 2024年9月25日閲覧。
- "Hearth tax records 1691-1695". Scotlands Places (英語). 2024年9月25日閲覧。

### アイルランド王国
- Daultrey, Stuart; Dickson, David; Ó Gráda, Cormac (September 1981). "Eighteenth-Century Irish Population: New Perspectives from Old Sources". The Journal of Economic History (英語). Cambridge University Press. 41 (3): 601–628. JSTOR 2119942。
- Clark, Samuel; Donnelly, James S., eds. (1986). Irish Peasants: Violence and Political Unrest, 1780–1914 (英語). University of Wisconsin Press. pp. 45–46. ISBN 0-299-09370-0。